# Jerez de García Salinas
Jerez de García Salinas ist eine Stadt mit etwa 50.000 Einwohnern und Hauptort einer Gemeinde (municipio) mit ca. 70.000 Einwohnern im Zentrum des mexikanischen Bundesstaats Zacatecas. Die Stadt ist Verwaltungssitz des Municipio Jerez. Wegen ihres historischen Stadtzentrums zählt sie zu den Pueblos Mágicos.

## Lage
Jerez de García Salinas liegt im zentralen Hochland Mexikos in einer Höhe von knapp 2000 m. Mexiko-Stadt ist ca. 655 km (Fahrtstrecke) in südöstlicher Richtung entfernt; Zacatecas, die Hauptstadt des Bundesstaats, befindet sich ca. 53 km nordöstlich. Das Klima ist gemäßigt; Regen (ca. 455 mm/Jahr) fällt nahezu ausschließlich im Sommerhalbjahr.

## Bevölkerungsentwicklung
| Jahr      | 2000   | 2005   | 2010   |
| Einwohner | 37.558 | 38.624 | 43.064 |

Der leichte aber stetige Bevölkerungszuwachs in den letzten Jahrzehnten beruht im Wesentlichen auf der immer noch anhaltenden Zuwanderung von Familien aus den Dörfern der Umgebung. Nur noch ein kleiner Teil der zumeist indianisch-stämmigen Einwohner der Gemeinde spricht den regionalen Nahuatl-Dialekt; Umgangssprache ist zumeist Spanisch.

## Bevölkerung und Wirtschaft
Auf den Feldern in der Umgebung werden Mais, Bohnen, Gemüse, Agaven und Opuntien angebaut; in der Stadt gibt es viele kleine Handwerksbetriebe und Geschäfte, in den Außenbezirken haben sich auch kleinere Industriebetriebe angesiedelt.

## Geschichte
In vorspanischer Zeit war die Gegend von den Chichimeken und ihren Untergruppierungen wie den Zacateken bewohnt; diese hinterließen jedoch keine Steinbauten. Um 1530 wurde die Region von Cristóbal de Oñate, einem Conquistador aus der baskischen Provinz Álava erforscht und erobert. Die Stadtgründung erfolgte im Jahr 1569; es entstanden eine kleine Kapelle, ein Platz und ein Rathaus (casa consistorial). Die heutige Stadtanlage mit ihren rechtwinklig angelegten Straßenzügen entstand erst in den folgenden Jahrhunderten.

## Sehenswürdigkeiten
- Wichtigster Sakralbau der Stadt ist das barocke Santuario de Nuestra Señora de la Soledad mit seiner Doppelturmfassade. Während die Untergeschosse der Glockentürme wie üblich dekorlos sind, verfügen die beiden Glockengeschosse über eine deutlich reichhaltigere Gestaltung. Der auch farblich anders artikulierte Mittelteil der Fassade zeigt gedrehte Säulen in der Art des Churriguerismus.
- Die eintürmige Pfarrkirche (Iglesia de la Inmaculada Concepción) ist dagegen deutlich einfacher gestaltet, zeigt aber im Mittelteil eine ähnliche Fassadengestaltung mit gedrehten Säulen und einem gesprengten Giebel.
- Das gegenüber dem Santuario stehende Edificio de la Torre mit seinen zweigeschossigen Außenwänden im neogotischen Stil entstand im ausgehenden 19. Jahrhundert auf dem Hintergrund einer Geld- und Grundstücksschenkung von Don Pantaleón de la Torre als Schulgebäude. Heute befindet sich dort eine Kultureinrichtung (casa de cultura) mit städtischer Bibliothek.
- An der Plaza Tacuba steht das Portal de las Palomas, ein repräsentativer Bau aus dem 19. Jahrhundert.
- Auch das von einem breitgelagerten Portikus gesäumte Portal Inguanzo, ein im ausgehenden 19. Jahrhundert erbautes ehemaliges Handelshaus, verdient Beachtung.[3]
- Gleiches gilt für das Teatro José María Hinojosa.
- Der im Jahr 1809 außerhalb der Stadt angelegte Friedhof (Panteón de Dolores) birgt eine Vielzahl aufwendig gestalteter Grabmonumente des 19. und frühen 20. Jahrhunderts.

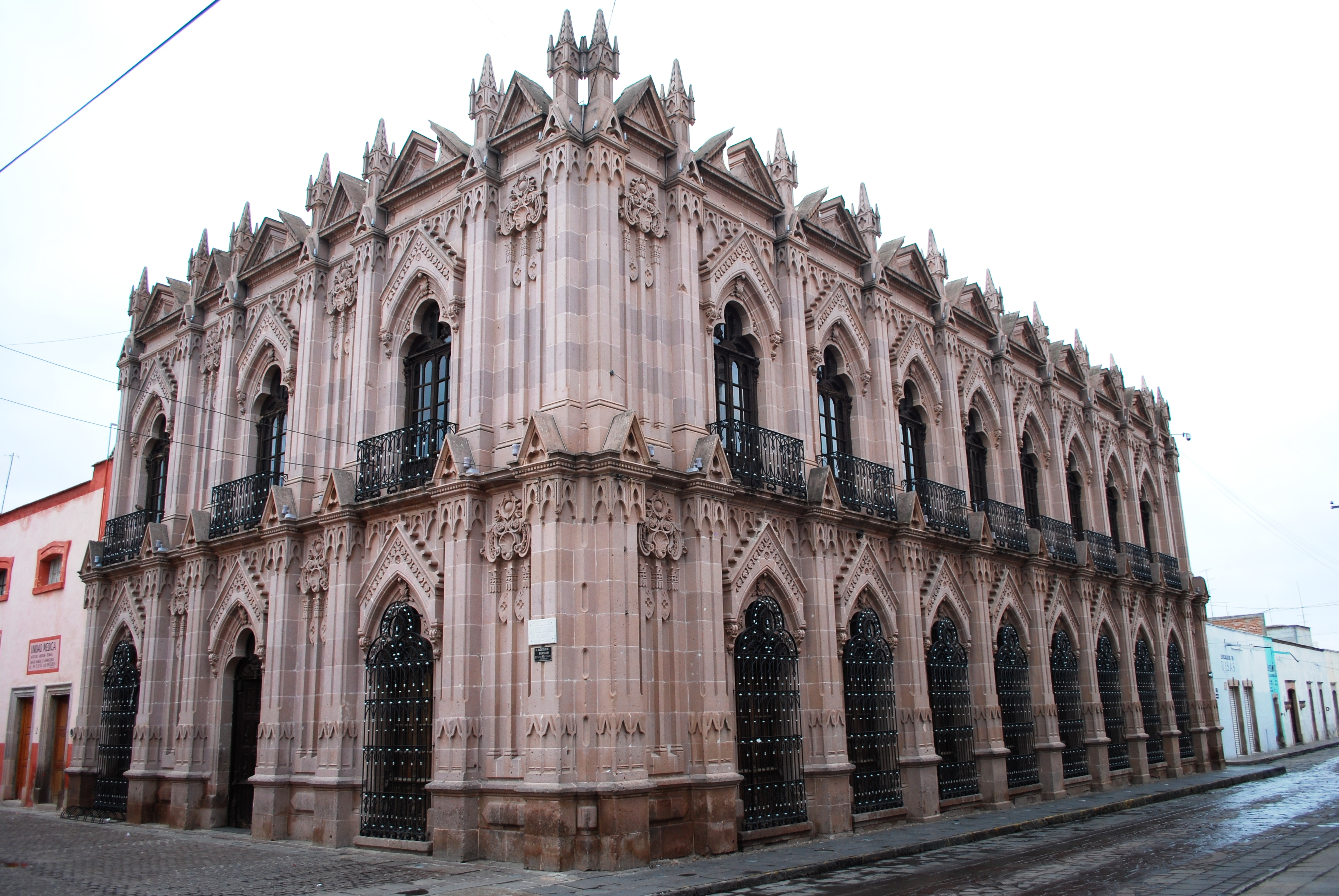
Edificio de la Torre
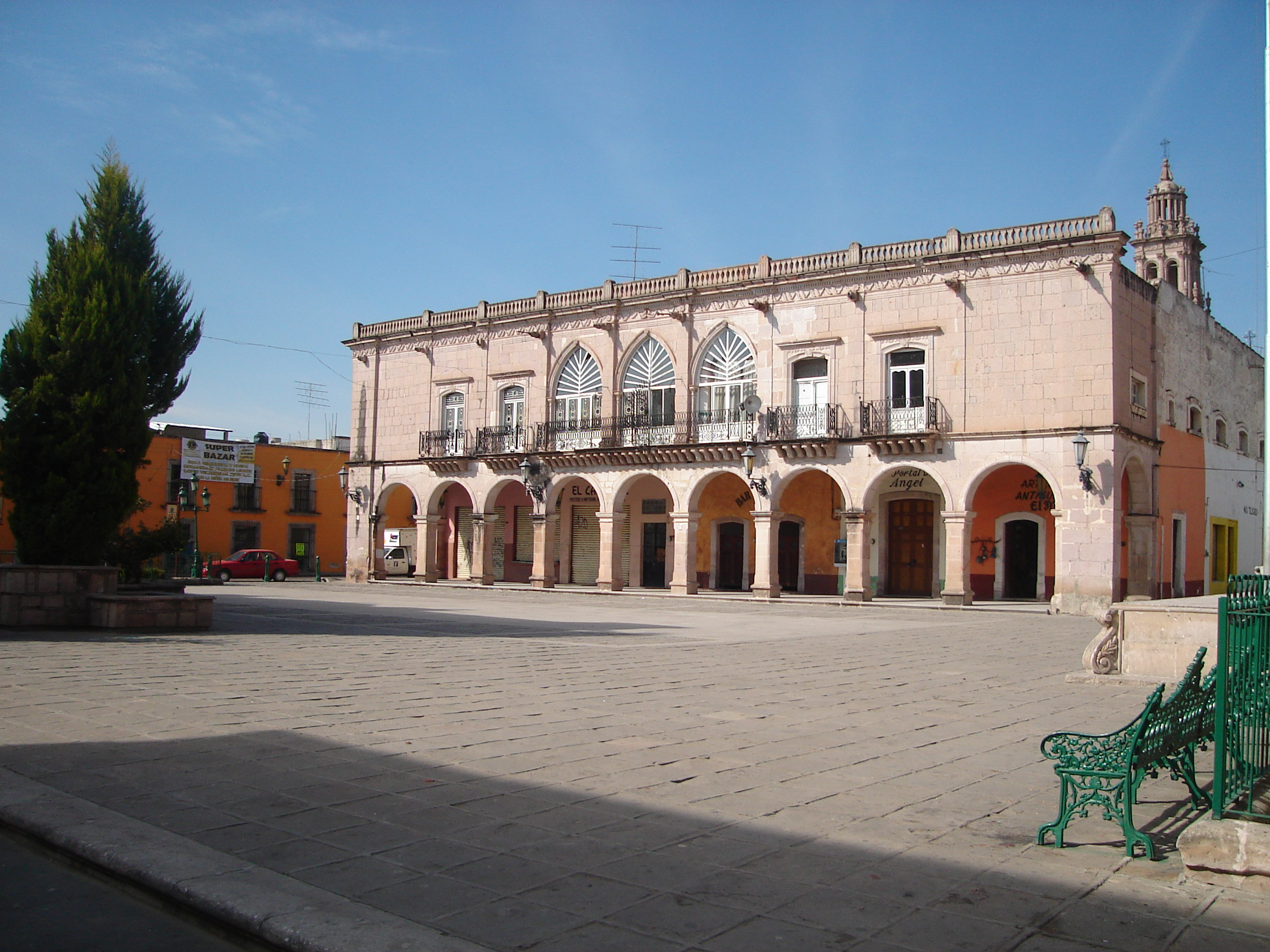
Plaza Tacuba mit Portal de las Palomas
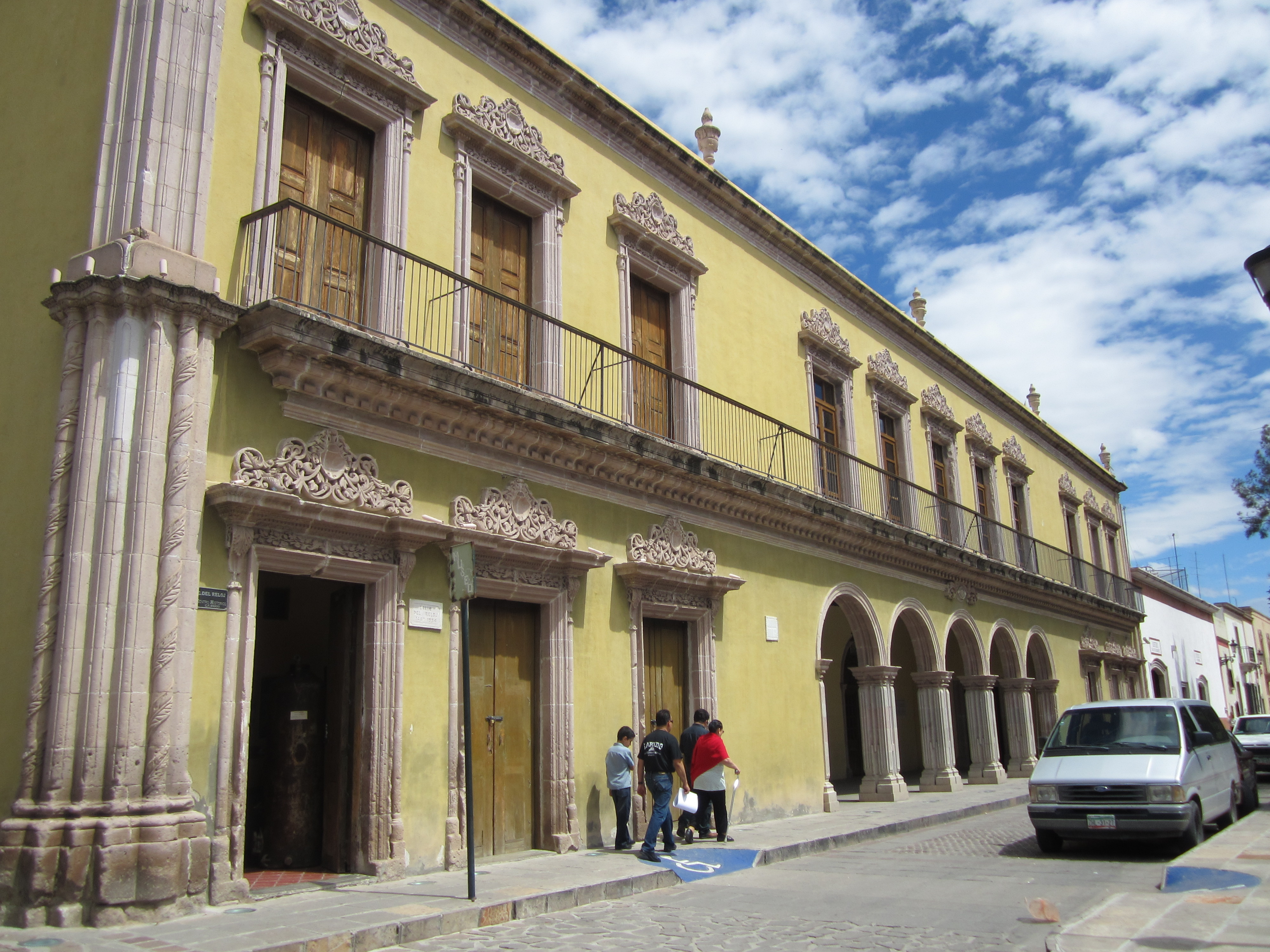
Teatro Hinojosa
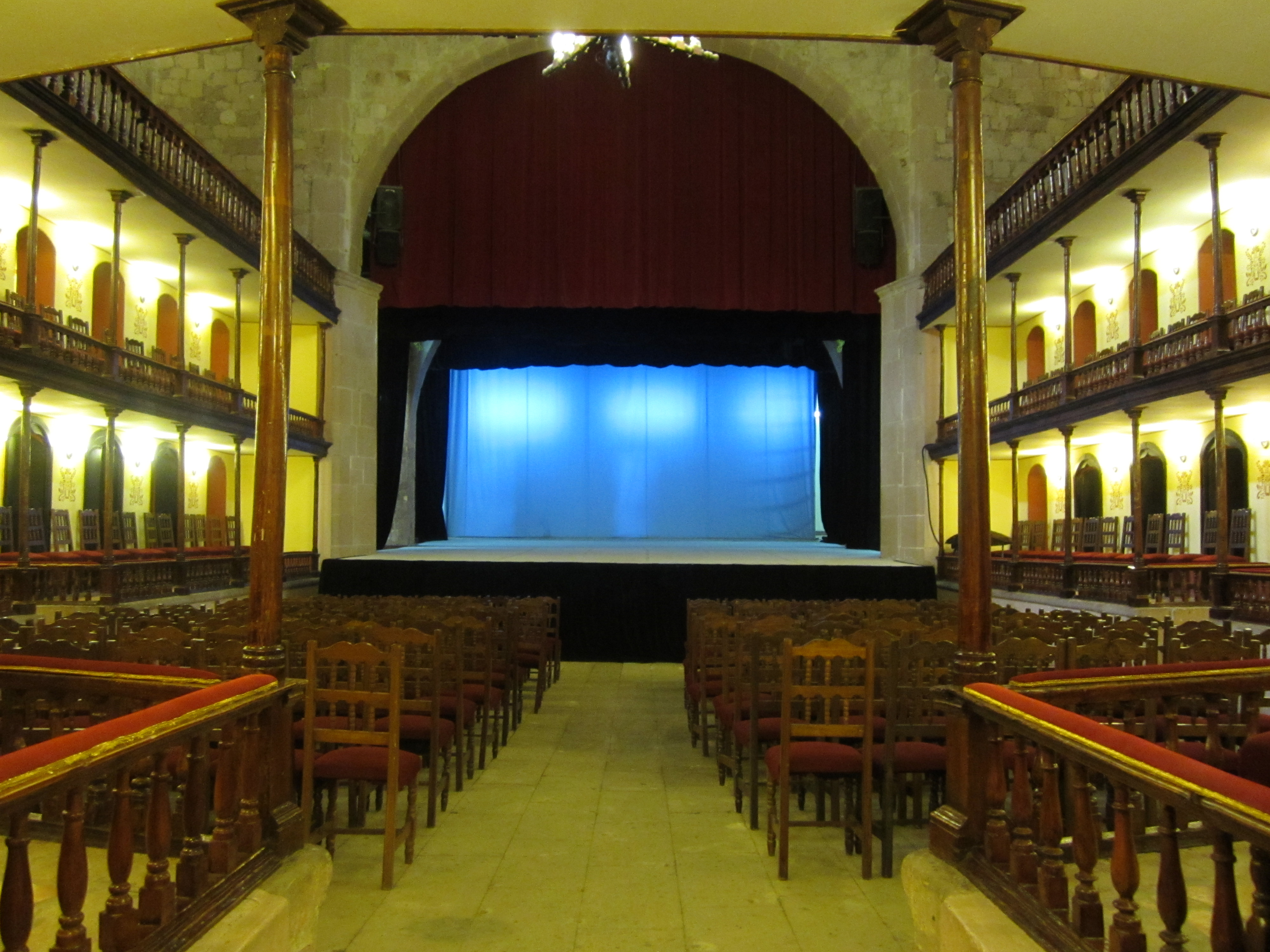
dto., Theatersaal